# Eikenpolder
De Eikenpolder is een polder ten oosten van Zuidzande, behorend tot de Polders van Cadzand, Zuidzande en Nieuwvliet.
De polder werd bedijkt in 1547 door Cornelis van den Eecke. Aan deze ridder ontleent de polder haar naam. De oppervlakte van de polder bedraagt 83 ha.
In het zuidoosten van de polder ligt de buurtschap Oostburgsche Brug, terwijl aan de zuidwestelijke rand van de polder de kom van Zuidzande is te vinden.
De polder wordt begrensd door de Eikenweg, de Bruggendijk, de Oostburgsestraat, de Smidsweg en de Smitsedijk.